# Овчинниково (Великолукский район)
Овчи́нниково — деревня в Великолукском районе Псковской области России. Входит в состав Пореченской волости.

## География
Расположена на юго-западе района в 44 км к юго-западу от города Великие Луки, примыкая к волостному центру, деревне Борки.

## Население
| 2001 | 2002 | 2010 |
| ---- | ---- | ---- |
| 30   | ↗37  | ↘36  |

Численность населения деревни по оценке на начало 2001 года составляла 40 жителей.

## История
С января 1995 до декабря 2014 года деревня входила в состав ныне упразднённой Борковской волости.